# Делмонт (Пенсилванија)
Делмонт (енгл. Delmont) град је у америчкој савезној држави Пенсилванија.

## Демографија
По попису из 2010. године број становника је 2.686, што је 189 (7,6%) становника више него 2000. године.
| Група             | 2000.         | 2010.         |
| Белци             | 2.441 (97,8%) | 2.540 (94,6%) |
| Афроамериканци    | 13 (0,5%)     | 24 (0,9%)     |
| Азијати           | 11 (0,4%)     | 41 (1,5%)     |
| Хиспаноамериканци | 6 (0,2%)      | 45 (1,7%)     |
| Укупно            | 2.497         | 2.686         |